# Gisslan (roman)
Gisslan (Die Trying) är den andra boken om Jack Reacher skriven av Lee Child. Boken utkom 1998 och publicerad på svenska av B. Wahlströms. Den kom ut på svenska som inbunden augusti 2004 och pocket oktober 2003.